# Basilica Peak
Der Basilica Peak ist ein 1810 m hoher Berg aus Granit an der Oates-Küste des ostantarktischen Viktorialands. In den südlichen Wilson Hills ragt er 3,5 km südöstlich des Mount Gorton auf.
Die Vermessungsarbeiten des United States Geological Survey zwischen 1962 und 1963 sowie diejenigen der New Zealand Geological Survey Antarctic Expedition (1963–1964) dienten einer Kartierung. Die Neuseeländer benannten ihn nach seiner an eine Basilika erinnernde Form.